# Choke
Choke（チョーク）は、アメリカの歌手ポピー (EP)の2番目のミニアルバム。 2019年6月28日にリリースされ、最後のプロジェクトとして「Mad Decent」のラベルで発売されました。 さまざまなジャンルからの影響力を含むミニアルバムはしばしばジャンル混合としてラベルされており、彼女の2番目のスタジオアルバム「Am I a Girl?」の音楽の継続として機能しています。 2018年にリリース。
アルバムをサポートするために、ポッピーは2019年にトレイソームツアーと共にブリング・ミー・ザ・ホライズンとスリーピング・ウィズ・サイレンスに参加しました。 
これはまた、タイタニック・シンクレアがすべての曲の作成に参加した最後のプロジェクトです。 彼は2020年にリリースされた「I Disagree」の3曲に貢献するだろう。

## 制作背景
ポピーが2枚目のアルバム「Am I a Girl」をリリース 2018年 アルバムの最後の半分で、彼女は金属の影響力を使用し始めた、特に「X」。
ポピーは最初に「Voicemail」を「X」のフォローとして作成し、最終的に完全に拡張された演奏に十分な材料を含む。 
ポッピーはフォーブスとのインタビューで「Voicemail」を発表した。
彼女は「私たちはそのビジュアル、黒と白の音楽ビデオを見たので、それほど強く、私はそれが次のストーリーを伝える必要があると思うから、橋「X」のトップシングルとして選ばれた」と述べた。
シングルを促進するために、ポッピーはファンが彼女に音声メールを残すことができる電話番号を作成しました。
ギグウィーズとのインタビューで、ポッピーはプロジェクトが第4トラックの後に「肉」と呼ばれる予定だったが、彼女はアイデアを放棄することを決めた。

## 収録曲
| #         | タイトル                            | 作詞      | 作曲・編曲 | プロデュース                                                    | 時間 |
| --------- | ----------------------------------- | --------- | ---------- | --------------------------------------------------------------- | ---- |
| 1.        | 「Choke」                           |           |            | Poppy Titanic Sinclair                                          | 4:02 |
| 2.        | 「Voicemail」                       |           |            | Poppy Chan, Sinclair                                            | 2:42 |
| 3.        | 「Scary Mask」(featuring Fever 333) |           |            | Poppy Chan Sinclair Chris Greatti Zakk Cervini Stephen Harrison | 3:02 |
| 4.        | 「Meat」                            |           |            | Poppy Chan Sinclair Simon Wilcox                                | 3:32 |
| 5.        | 「The Holy Mountain」               |           |            | Poppy Chan Sinclair                                             | 3:32 |
| 合計時間: | 合計時間:                           | 合計時間: | 16:50      |                                                                 |      |

## 演奏
- Poppy – vocals, lyrics
- タイタニック・シンクレア – vocals (Meat), lyrics
- Dr. R – production
- クリス・グレイティ  – production,  lyrics
- ザック・セルビーニ – mixing, mastering,  lyrics